# Boarmia carinenta
Boarmia carinenta là một loài bướm đêm trong họ Geometridae.